# Светлое Поле
Све́тлое По́ле — посёлок в Красноярском районе Самарской области. Административный центр сельского поселения Светлое Поле. Основан в 1965 году.

## География
Посёлок находится на расстоянии примерно 9 км (по прямой) к западу от села Красный Яр, административного центра района.

### Часовой пояс
Посёлок Светлое Поле, как и вся Самарская область, находится в часовой зоне МСК+1. Смещение применяемого времени относительно UTC составляет +4:00.

## Население
| 2010 |
| ---- |
| 1038 |

### Национальный состав
Согласно результатам переписи 2002 года, в национальной структуре населения русские составляли 82 % из 962 чел.

## Улицы
| - ул. 70 лет Октября, - ул. Вишнёвая, - ул. Дачная, - ул. Каштановая, - ул. Комсомольская, - ул. Липовая, | - ул. Полевая, - ул. Прибрежная, - ул. Речная, - ул. Рябиновая, - ул. Садовая, - ул. Сиреневая, | - ул. Советская, - ул. Совхозная, - ул. Специалистов, - ул. Спортивная, - ул. Тенистая, - ул. Цветочная. |